# العلاقات الأفغانية المولدوفية
العلاقات الأفغانية المولدوفية هي العلاقات الثنائية التي تجمع بين أفغانستان ومولدوفا.

## مقارنة بين البلدين
هذه مقارنة عامة ومرجعية للدولتين:
| وجه المقارنة                                              | أفغانستان                    | مولدوفا                           |
| --------------------------------------------------------- | ---------------------------- | --------------------------------- |
| المساحة (كم2)                                             | 652.23 ألف                   | 33.85 ألف                         |
| عدد السكان (نسمة)                                         | 34.94 مليون                  | 2.55 مليون                        |
| الكثافة السكانية (ن./كم²)                                 | 53.57                        | 75.33                             |
| العاصمة                                                   | كابل                         | كيشيناو                           |
| اللغة الرسمية                                             | اللغة البشتوية، اللغة الدرية | اللغة المولدوفية، اللغة الرومانية |
| العملة                                                    | أفغاني                       | ليو مولدوفي                       |
| الناتج المحلي الإجمالي (بليون دولار)                      | 20.82 مليار                  | 8.13 مليار                        |
| الناتج المحلي الإجمالي (تعادل القوة الشرائية) بليون دولار | 62.62 مليار                  | 17.94 مليار                       |
| الناتج المحلي الإجمالي الاسمي للفرد دولار أمريكي          | 594                          | 3.65 ألف                          |
| الناتج المحلي الإجمالي للفرد دولار أمريكي                 | 1.93 ألف                     | 4.98 ألف                          |
| مؤشر التنمية البشرية                                      | 0.479                        | 0.693                             |
| رمز المكالمات الدولي                                      | +93                          | +373                              |
| رمز الإنترنت                                              | .af                          | .md                               |
| المنطقة الزمنية                                           | ت ع م+04:30                  | ت ع م+02:00، ت ع م+03:00          |

## منظمات دولية مشتركة
يشترك البلدان في عضوية مجموعة من المنظمات الدولية، منها:
| علم المنظمة | اسم المنظمة                               | تاريخ انضمام أفغانستان | تاريخ انضمام مولدوفا |
| ----------- | ----------------------------------------- | ---------------------- | -------------------- |
|             | مؤسسة التنمية الدولية                     | 2 فبراير 1961          | 14 يونيو 1994        |
|             | يونسكو                                    | 4 مايو 1948            | 27 مايو 1992         |
|             | وكالة ضمان الاستثمار متعدد الأطراف        | 16 يونيو 2003          | 9 يونيو 1993         |
|             | الأمم المتحدة                             | 19 نوفمبر 1946         | 2 مارس 1992          |
|             | الاتحاد البريدي العالمي                   | ?                      | ?                    |
|             | البنك الدولي للإنشاء والتعمير             | 14 يوليو 1995          | 12 أغسطس 1992        |
|             | الاتحاد الدولي للاتصالات                  | 12 أبريل 1928          | 20 أكتوبر 1992       |
|             | منظمة حظر الأسلحة الكيميائية              | ?                      | ?                    |
|             | مؤسسة التمويل الدولية                     | 23 سبتمبر 1957         | 10 مارس 1995         |
|             | المركز الدولي لتسوية المنازعات الاستشارية | 25 يوليو 1968          | 4 يونيو 2011         |
|             | منظمة الشرطة الجنائية الدولية             | ?                      | ?                    |

## وصلات خارجية
- موقع وزارة الخارجية الأفغانية
- موقع وزارة الخارجية المولدوفية